# Smile (album de Ride)
Pour les articles homonymes, voir Smile.
Albums de Ride
Play EP
(1990) Fall EP
(1990)
Smile est une compilation des 2 premiers EP du groupe Ride, le Ride EP et le Play EP. Elle a été publiée sur le marché nord-américain en juillet 1990 par Sire Records. Deux ans plus tard, en novembre 1992, cette compilation est parue également au Royaume-Uni, alors que les deux EP originaux n'étaient plus disponibles.

## Titres
Tous les titres ont été écrits par Ride.
1. Chelsea Girl - 2:58
2. Drive Blind - 4:45
3. All I Can See - 3:24
4. Close My Eyes - 5:27
5. Like A Daydream - 3:06
6. Silver - 4:10
7. Furthest Sense - 3:24
8. Perfect Time - 3:52